# أنطونيو روسي

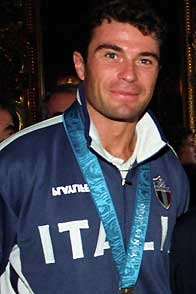
أنطونيو روسي.

أنطونيو روسي (Antonio Rossi) هو لاعب أولمبي لرياضة كانو-كاياك من إيطاليا. شارك في الأولمبياد الصيفي في 1992–2004، وفاز بما مجموعه 5 ميداليات.

## الميداليات
| ذهب | فضة | برونز | المجموع |
| 3   | 1   | 1     | 5       |

## روابط خارجية
- أنطونيو روسي على موقع اللجنة الأولمبية الدولية (الإنجليزية)
- أنطونيو روسي على موقع أوليمبيديا (الإنجليزية)
- أنطونيو روسي على موقع اللجنة الأولمبية الإيطالية (الإيطالية)